# Sinapsi

Esempio di sinapsi interneuronale asso-somatica. All'arrivo del potenziale d'azione, la depolarizzazione della membrana del terminale sinaptico determina la fusione delle vescicole sinaptiche con la membrana presinaptica. Il mediatore viene rilasciato nello spazio sinaptico, interagisce con recettori presenti sulla membrana postsinaptica del secondo neurone e determina effetti p. es. apertura di canali ionici, risposte metaboliche, ecc. Il mediatore viene rimosso dallo spazio sinaptico e la sinapsi è pronta a un nuovo ciclo.

La sinapsi (o giunzione sinaptica) – dal greco synapses, composto da σύν ("con") e ἅπτειν ("toccare"), vale a dire "connettere") – è una struttura altamente specializzata che consente la comunicazione delle cellule del tessuto nervoso tra loro (neuroni) o con altre cellule (cellule muscolari, sensoriali o ghiandole endocrine). Attraverso la trasmissione sinaptica, l'impulso nervoso (potenziale d'azione) può viaggiare da un neurone all'altro o da un neurone a una fibra per es. muscolare (giunzione neuromuscolare).
In relazione agli elementi neuronali che entrano in contatto nella sinapsi, si possono distinguere sinapsi asso-dendritiche, in cui l'assone di un neurone contatta l'albero dendritico di un altro neurone, sinapsi asso-assoniche, in cui due assoni sono a contatto e sinapsi asso-somatiche, che si stabiliscono tra l'assone di un neurone e il corpo cellulare (soma) di un secondo neurone. Esiste anche un caso particolare in cui l'assone di un neurone forma una sinapsi con il dendrite o il soma dello stesso neurone (autapsi).
Dal punto di vista funzionale, esistono due tipi di sinapsi: le sinapsi elettriche e le sinapsi chimiche. Nei vertebrati superiori prevalgono le sinapsi di tipo chimico.

## Sinapsi elettrica

Illustrazione del funzionamento della sinapsi elettrica.

Nella sinapsi elettrica, una cellula stimolabile e un neurone sono tra loro connesse mediante una giunzione comunicante detta anche gap junction. Le giunzioni comunicanti consentono il rapporto tra cellule per passaggio diretto di correnti elettriche da una cellula all'altra, quindi non si verificano ritardi sinaptici. In genere le sinapsi elettriche, al contrario di quelle chimiche, consentono la conduzione in entrambe direzioni. Esistono sinapsi elettriche che conducono preferenzialmente in una direzione piuttosto che nell'altra: questa proprietà prende il nome di rettificazione. Le sinapsi elettriche sono particolarmente adatte per riflessi (dette anche azioni riflesse) in cui sia necessaria una rapida trasmissione tra cellule, ovvero quando sia richiesta una risposta sincronica da parte di un numero elevato di neuroni, come ad esempio nelle risposte di attacco o di fuga.
Le particelle intermembranarie delle giunzioni comunicanti sono costituite da 6 subunità che circondano un canale centrale. Le 6 subunità sono disposte a esagono e formano una struttura chiamata "connessone". Ciascuna subunità è formata da una singola proteina, la connessina. Attraverso i connessoni passano molecole, soluzioni idrosolubili e ioni il cui passaggio determina una corrente elettrica.

## Sinapsi chimica

Funzionamento della sinapsi chimica.

Una sinapsi chimica è formata da tre elementi: il terminale presinaptico (o "bottone sinaptico"), spazio sinaptico (detto anche fessura inter-sinaptica o vallo sinaptico) e membrana post-sinaptica.
Il terminale presinaptico è un'area specializzata nell'assone del neurone presinaptico (il neurone portatore del messaggio), che contiene neurotrasmettitori incapsulati in piccole sfere chiamate vescicole sinaptiche.
Il terminale presinaptico include la membrana pre-sinaptica dotata di canali per lo ione Ca2+ al passaggio del quale si crea un potenziale d'azione e le vescicole sinaptiche si fondono con la membrana, rilasciando il neurotrasmettitore nello spazio sinaptico. Qui il neurotrasmettitore entra in contatto con la membrana postsinaptica dove sono presenti specifici recettori o canali ionici.
Il neurotrasmettitore in eccesso viene riassorbito nella membrana presinaptica (ricaptazione), o scisso in parti inerti da un apposito enzima. Tali parti possono poi essere riassorbite dalla membrana presinaptica permettendo, all'interno del terminale presinaptico, una resintesi del neurotrasmettitore.

### Giunzione neuromuscolare
La giunzione neuromuscolare (o placca motrice) è la sinapsi che il motoneurone forma con il muscolo scheletrico. Fra nervo e muscolo c'è uno spazio sinaptico. Il nervo è pre-sinaptico e il muscolo è post-sinaptico.

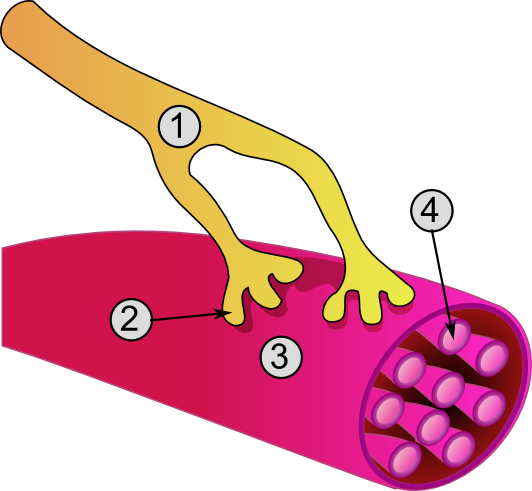
Schema di una placca motrice:
1) fibra motrice e sue ramificazioni terminali;
2) bottone sinaptico;
3) sarcolemma;
4) miofibrille

In prossimità della giunzione neuromuscolare, la fibra motrice perde il suo rivestimento di mielina e si divide in 2-300 ramificazioni terminali che si adagiano lungo la doccia sinaptica sulla superficie del sarcolemma. In anatomia, il sarcolemma è la membrana cellulare delle fibre del tessuto muscolare striato, di origine connettivale. La membrana ha la funzione di ricevere e condurre stimoli. Le alterazioni della stabilità e del sistema di riparazione della membrana sarcolemmale possono portare alla distrofia muscolare.
La membrana plasmatica della fibra muscolare è notevolmente invaginata e forma numerose pliche giunzionali per aumentare la superficie di contatto fra nervo e muscolo.
Nei terminali assonici sono presenti molte vescicole sinaptiche contenenti acetilcolina (ACh), il mediatore chimico della placca motrice, sintetizzata in periferia del neurone.
Quando il potenziale d'azione raggiunge la parte terminale dell'assone si aprono canali voltaggio potenziale elettrico-dipendenti per il Ca2+ (presenti nei bottoni sinaptici). Siccome la concentrazione extracellulare di Ca2+ è maggiore di quella interna il Ca2+ entra nella cellula secondo il gradiente di concentrazione. Inoltre è attratto nello spazio intracellulare anche dalla polarità negativa della membrana. Quindi è spinto a entrare da un doppio gradiente. Il suo ingresso permette la liberazione di ACh nello spazio sinaptico: la membrana della vescicola si avvicina alla membrana della sinapsi, le due membrane si fondono e viene rilasciata ACh. A livello presinaptico troviamo dunque due elementi fondamentali: le vescicole (contenenti ACh) e le zone attive, le zone in cui, nell'elemento presinaptico, vi è la maggior concentrazione di canali voltaggio-dipendenti per il calcio.
Sulla membrana del muscolo ci sono molecole recettoriali con grande affinità per ACh: si tratta di canali attivi che si aprono in seguito al legame con ACh. A differenza dei canali tensione-dipendenti questi canali sono aspecifici, cioè consentono il passaggio di ogni tipo di ione. All'apertura di questi recettori-canale il Na+ entra all'interno del muscolo spinto sia dalla forza chimica sia da quella elettrostatica e K+ esce fuori dal muscolo spinto dalla forza chimica. Questo passaggio di ioni avviene contemporaneamente. (Durante il potenziale d'azione entra prima il Na+ e poi esce il K+ in maniera sequenziale, non contemporanea). Si ha quindi una depolarizzazione di membrana, perché entra più Na+ spinto da una forza maggiore di quella che spinge il K+ fuori dalla cellula.  Il potenziale elettrico di membrana (Em) a riposo del muscolo è −90 mV; dopo l'apertura dei recettori-canale ACh-dipendenti e il flusso di ioni, l'Em del muscolo diventa −40 mV.
Questo valore è maggiore del valore soglia, ma non scatena un potenziale d'azione (quindi è un elettrotono), perché lungo la doccia sinaptica sulla superficie del sarcolemma non ci sono canali tensione-dipendenti per il Na+. Il potenziale di placca dunque, come tutti gli elettrotoni, è un potenziale locale, ma per potersi propagare lungo tutta la fibra muscolare deve essere trasformato in potenziale d'azione. Le regioni del sarcolemma adiacenti alla doccia sinaptica hanno canali tensione-dipendenti per il Na+; tra la regione della placca (in cui Em = −40 mV) e la regione contigua (in cui Em = −90 mV) c'è una differenza di potenziale, perciò si verifica uno spostamento di carica che forma un circuito di corrente capace di depolarizzare la regione di membrana su cui sono presenti i canali tensione-dipendenti per il Na+ generando un potenziale d'azione (anche questo preceduto da un elettrotono depolarizzante, quello della placca). Il potenziale d'azione si propaga lungo tutto il muscolo provocandone la contrazione.
Il potenziale di placca ha sempre un valore sufficiente per scatenare il potenziale d'azione. Quindi questa è una sinapsi "1:1", cioè in cui il potenziale di placca scatena il potenziale d'azione. Fra neuroni le sinapsi sono del tipo "molti:1", cioè occorrono più potenziali d'azione pre-sinaptici per scatenare un potenziale d'azione nel neurone post-sinaptico.

### Sinapsi del sistema nervoso centrale
Il sistema nervoso centrale è una fitta rete di connessioni: è costituito da almeno trenta miliardi di neuroni interconnessi tra loro, il quadruplo dei neuroni corticali delle scimmie più evolute. L'uomo dispone di 1014 o 1016 sinapsi.
La giunzione neuromuscolare è di tipo 1:1, cioè c'è una giunzione per ogni fibra muscolare. La superficie del corpo cellulare del motoneurone è cosparsa di bottoni sinaptici (ricoprono l'80% del soma e dei dendriti): quindi, la sinapsi del motoneurone è di tipo "molti:1". Molti potenziali d'azione che arrivano attraverso gli assoni presinaptici determinano eventualmente una risposta a livello del monticolo postsinaptico.
Prendiamo in esame un solo assone presinaptico. Il potenziale d'azione che viaggia lungo l'assone causa in prossimità della sinapsi l'apertura di canali tensione-dipendenti per il Ca2+. Il bottone sinaptico presenta vescicole contenenti un mediatore chimico. L'entrata di Ca2+ nella parte terminale dell'assone causa il rilascio del mediatore chimico nello spazio intersinaptico attraverso la fusione delle vescicole con la membrana cellulare. Nella membrana postsinaptica ci sono recettori con alta affinità per il mediatore. Il mediatore legandosi a questi recettori-canale ne causa l'apertura, quindi nella membrana postsinaptica avviene uno spostamento di ioni e si crea una d.d.p. di tipo elettrotonico. Questa non è sempre una depolarizzazione, può essere anche una iperpolarizzazione e l'ampiezza (± 2 mV) non è elevata come quella dell'elettrotono depolarizzante che genera il potenziale di placca.
Se in seguito all'apertura dei recettori-canale si genera un potenziale depolarizzante, la membrana del neurone postsinaptico passa da – 70 mV (Er) a – 68 mV (potenziale postsinaptico eccitatorio, PPSE), cioè raggiunge un valore più vicino al valore soglia, quindi occorre un elettrotono depolarizzante di intensità inferiore affinché avvenga un potenziale d'azione. Se si forma un potenziale iperpolarizzante la membrana passa da – 70 a – 72 mV (potenziale postsinaptico inibitorio, PPSI), un valore più lontano dal valore soglia, che quindi diventa più difficile da raggiungere.
Il mediatore può aprire canali aspecifici che lasciano passare tutti gli ioni presenti nell'ambiente extracellulare (Na+ e K+) contemporaneamente secondo il loro gradiente elettrochimico (Na+ dentro e K+ fuori), si crea così un PPSE (+ 2mV), cioè un cataelettrotono. Se il recettore di membrana è specifico solo per gli ioni piccoli, quali K+ e Cl-, si crea un PPSI (– 2 mV), cioè un anaelettrotono: il K+ esce secondo gradiente, quindi Em non è più uguale a Er (che coincide col potenziale di equilibrio elettrochimico di Cl-) e perciò il Cl- non essendo più all'equilibrio elettrochimico entra nel neurone.
Un'unica sinapsi attiva non porta alla generazione del potenziale d'azione perché genera un elettrotono piccolo, locale e anche perché i canali voltaggio-dipendenti per il Na+ non sono presenti nella regione immediatamente adiacente al bottone sinaptico, bensì si trovano all'inizio dell'assone. Quindi il potenziale d'azione si genera solo se la somma algebrica degli elettrotoni generati dalle sinapsi arriva al monticolo assonico con intensità sufficiente a far raggiungere il valore soglia.
Dal punto in cui si crea il PPSE e il monticolo assonico si genera una differenza di potenziale e quindi uno scambio di carica che si propaga in maniera proporzionale a CS e crea un elettrotono depolarizzante in corrispondenza della regione del monticolo assonico. Se nella regione postsinaptica si crea un PPSI, avviene comunque uno scambio di carica con il monticolo assonico, ma le cariche scambiate sono opposte, quindi si crea un elettrotono iperpolarizzante in corrispondenza della regione del monticolo assonico.

#### Somma di afferenze sinaptiche
Prendiamo in esame due sinapsi. 
1. Supponiamo che si attivi prima l'ingresso 1 (che causa un PPSE) e dopo un certo lasso di tempo l'ingresso 2 (causante anch'esso un PPSE). Nel frattempo il PPSE creato dall'ingresso 1 si è già estinto. La situazione descritta era quella di due elettrotoni distinti creati a un certo intervallo di tempo l'uno dall'altro
2. Consideriamo che gli ingressi 1 e 2 sono attivati contemporaneamente: gli elettrotoni causati da queste si sommano. Questo fenomeno è detto sommazione spaziale: due sinapsi differenti sono attivate contemporaneamente o a brevissimo intervallo di tempo.
3. Prendiamo infine in considerazione il caso in cui l'ingresso 1 sia attivato due volte di seguito a breve distanza di tempo: i due elettrotoni che si susseguono tra loro si sommano. Questo fenomeno è detto sommazione temporale: la sinapsi attivata è sempre la stessa, però i potenziali d'azione si sommano perché si sviluppano in un brevissimo intervallo di tempo, insufficiente affinché l'elettrotono causato dalla prima attivazione si estingua.

Perché nella regione del monticolo assonico si produca un potenziale d'azione è necessario che si generino più potenziali d'azione postsinaptici in somma l'uno con l'altro. Tutti gli elettrotoni causati da PPSI e PPSE si sommano algebricamente tra loro. La sinapsi molti:1 consente l'integrazione di molti segnali afferenti in un segnale efferente: c'è un'elaborazione dell'informazione.
Ogni sinapsi funziona da valvola: il segnale si propaga unidirezionalmente dall'elemento presinaptico a quello postsinaptico e mai viceversa. PPSE e PPSI sono fenomeni elettrotonici e quindi graduati e proporzionali alla quantità di mediatore chimico liberato dal bottone sinaptico. Il mediatore chimico è liberato in maggiore quantità se la sinapsi è attivata spesso (meccanismi di memoria) o se la sinapsi è asso-assonica. Entrambe le sinapsi sono da considerare eccitatorie. Il potenziale d'azione che viaggia verso la sinapsi si propaga anche lungo il ramo collaterale dello stesso assone presinaptico che va a formare una sinapsi su un altro assone presinaptico in cui viene generato un PPSE che ne varia il Em di 2 mV (da – 70 a – 68 mV). Su quest'ultimo assone, che ora definiremo postsinaptico (rispetto al primo assone), ci sono recettori-canale per i ligandi (in quanto elemento postsinaptico) e canali voltaggio-dipendenti per il Na+ (in quanto assone), alcuni dei quali (pochi), in risposta al cambiamento di Em, si aprono e generano un potenziale d'azione di ampiezza minore (perché entra meno Na+). Questo potenziale d'azione minore apre meno canali voltaggio-dipendenti per il Ca2+ e quindi si libera meno mediatore chimico, dunque il PPSE generato da questo secondo assone è minore di quello generato dall'assone di partenza, ma comunque i due PPSE si sommano. 
Esistono anche connessioni fra giunzioni inibitorie ed eccitatorie.

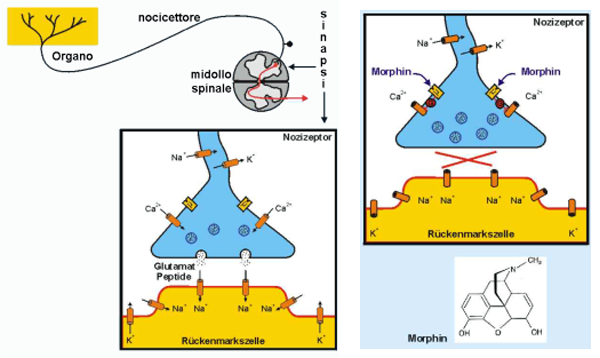

## Secrezione dei neurotrasmettitori
Non è ancora chiaro il meccanismo preciso tramite il quale un aumento del Ca2+ intracellulare scateni la fusione delle vescicole sinaptiche con la membrana plasmatica del terminale presinaptico. Ciò che è certo, è che nel processo sono coinvolte decine di proteine, alcune sono caratteristiche delle sinapsi neuronali, altre invece svolgono determinate funzioni sia nelle sinapsi sia all'interno di molte altre cellule per esempio a livello del reticolo endoplasmatico, degli endosomi o dell'apparato di Golgi. Una famiglia di proteine importanti nella fusione delle vescicole sinaptiche con la membrana plasmatica sono le SNARE-associated proteins.
Due di esse, la sinaptobrevina e la snapina sono proteine transmembrana presenti nella membrana delle vescicole sinaptiche. Le proteine SNAP, NSF, tomosina, complexina e nSec1 sono SNARE-associated proteins presenti nel citoplasma del terminale presinaptico, mentre la sintaxina, sintafilina e SNAP-25 sono proprie della membrana del terminale presinaptico (le prime due sono proteine transmembrana, la seconda è una proteina estrinseca ancorata alla membrana tramite lipidi). Le proteine NSF (NEM-sensitive fusion protein) e quelle della famiglia SNAPs (soluble NSF-attachment proteins) agiscono coordinando l'assemblaggio di alcune proteine SNARE come la sinaptobrevina, la sintaxina e SNAP-25.
La funzione delle proteine SNARE sembra quella di associarsi, formando un complesso capace di portare in stretta apposizione due membrane, in questo caso quella delle vescicole sinaptiche e quella del terminale presinaptico, in particolare le proteine SNARE del citoplasma sembrano svolgere una funzione regolatrice nei confronti delle SNARE associate alle membrane; questa è una condizione essenziale affinché le due membrane si fondano permettendo l'esocitosi nella fessura sinaptica dei neurotrasmettitori contenuti nelle vescicole sinaptiche. Certo è che sono una famiglia di proteine fondamentali per la secrezione, dal momento che le tossine che le inibiscono bloccano il rilascio di neurotrasmettitori. Tuttavia, nessuna delle proteine SNARE lega il Ca2+.
Nelle sinapsi le proteine leganti Ca2+ sono RIM, DOC2, CAPS, munc-13, la rabfilina, la calmodulina e la sinaptotagmina. Sembra che sia quest'ultima a legare il Ca2+ a concentrazioni simili a quelle che occorrerebbero per scatenare la fusione delle vescicole sinaptiche con la membrana plasmatica del terminale presinaptico. La sinaptotagmina è una grossa proteina transmembrana che si trova nella membrana delle vescicole sinaptiche. RIM e DOC2 sono proteine leganti il Ca2+ che si trovano nel citoplasma del terminale presinaptico, la rabfilina è legata a Rab3 la quale a sua volta è una proteina estrinseca della membrana delle vescicole, così come lo è la proteina chinasi II Ca2+/CaM dipendente. Quando il Ca2+ si lega alla sinaptotagmina le fa cambiare conformazione e le permette di interagire con le proteine della famiglia SNARE che nel frattempo hanno apposto le due membrane, per cui sembra suo il ruolo determinante nella fusione delle due membrane. Anche se il suo ruolo nell'esocitosi non è chiaro, la sinaptotagmina è certamente una proteina fondamentale poiché anche una sola delezione in un suo gene non è compatibile con la vita.

## Mediatori chimici
L'acetilcolina (Ach)  è l'unico mediatore che agisce nella giunzione neuromuscolare, ma agisce anche nelle sinapsi del SNC e del SNP. Le sinapsi il cui mediatore è l'ACh sono dette colinergiche. L'acetilcolina viene distrutta dall'enzima acetilcolinesterasi (acetil-colina-esterasi).
Le monoammine sono mediatori che presentano il gruppo funzionale (–NH2). Dopamina (DA), noradrenalina (NA) e adrenalina sono caratterizzate dal catecolo, perciò sono dette catecolammine, e sono presenti nelle sinapsi di SNC e SNP. Il Parkinson è dovuto a una degenerazione dei neuroni dopaminergici. Sia l'adrenalina (detta anche epinefrina) sia la noradrenalina (norepinefrina) si ritrovano nel circolo sanguigno, agendo anche come ormoni. I neuroni che utilizzano le monoammine sono detti aminergici e le monoamine vengono distrutte dal complesso delle Monoaminossidasi (MAO). La serotonina o 5-idrossitriptamina deriva dal triptofano ed è utilizzata in alcune regioni del SNC come quella ippocampica.
Amminoacidi come Glutammato, glicina e acido γ-idrossibutirrico o GABA (che deriva dal glutammato per perdita di COOH). Glicina e GABA sono inibitori a livello delle sinapsi del SNC, si legano sempre a una classe di recettori che provoca effetti inibitori.
I mediatori trattati finora sono monomeri, cioè mediatori a piccola molecola. In passato si pensava che valesse il principio di Dale: ogni neurone è in grado di sintetizzare esclusivamente una sola classe di mediatori a piccola molecola, oggi si sa che questo principio è falso, ogni neurone può rilasciare più neurotrasmettitori.
I Peptidi neuroattivi sono polimeri di un numero limitato di amminoacidi (da 7 a 33-34). Questi peptidi neuroattivi sono sintetizzati all'interno del soma (a differenza dei monomeri di minute dimensioni). Questi sono trasportati lungo l'assone fino al bottone sinaptico. Alcuni sono prodotti nelle cellule nervose, altri in altre cellule. Il peptide inibitore gastrico è prodotto da una parte delle cellule intestinali, funziona come ormone ma ha anche funzione neuroattiva. Ogni neurone può produrre una classe di mediatori a piccola molecola (liberati anche solo con un potenziale d'azione) e uno o più peptidi neuroattivi (liberati dopo più potenziali d'azione a elevata frequenza).

## Neurotrasmettitori
Sono più di cinquanta le sostanze chimiche di cui è stata dimostrata la funzione di neurotrasmettitore a livello sinaptico. Ci sono due gruppi di trasmettitori sinaptici: quello costituito da trasmettitori a basso peso molecolare e a rapida azione e quello costituito da neuropeptidi di dimensioni maggiori e ad azione più lenta.
Il primo gruppo è composto da trasmettitori responsabili della maggior parte delle risposte immediate del sistema nervoso, come la trasmissione di segnali sensoriali al cervello e di comandi motori ai muscoli. I neuropeptidi sono, invece, implicati negli effetti più prolungati, come le modificazioni a lungo termine del numero di recettori e la chiusura o l'apertura prolungata di alcuni canali ionici.
I neurotrasmettitori a basso peso molecolare vengono sintetizzati nel citosol della terminazione presinaptica e, successivamente, mediante trasporto attivo, sono assorbiti all'interno delle numerose vescicole presenti nel terminale sinaptico. Quando un segnale giunge al terminale sinaptico, poche vescicole alla volta liberano il loro neurotrasmettitore nella fessura sinaptica. Tale processo avviene in genere nell'arco di un millisecondo.
I neuropeptidi, invece, vengono sintetizzati come parti di grosse molecole proteiche dai ribosomi del soma neuronale. Tali proteine sono subito trasportate all'interno del reticolo endoplasmatico e quindi all'interno dell'apparato del Golgi, dove avvengono due cambiamenti. Dapprima, la proteina da cui originerà il neuropeptide viene scissa enzimaticamente in frammenti più piccoli, alcuni dei quali costituiscono il neuropeptide come tale oppure un suo precursore; successivamente, l'apparato di Golgi impacchetta il neuropeptide in piccole vescicole che gemmano da esso. Grazie al flusso assonale le vescicole sono trasportate alle estremità delle terminazioni nervose, pronte per essere liberate nel terminale nervoso all'arrivo di un potenziale d'azione.
In genere i neuropeptidi vengono liberati in quantità molto minori rispetto ai neurotrasmettitori a basso peso molecolare, ma ciò è compensato dal fatto che i neuropeptidi sono assai più potenti.

## Recettori
Sono molecole proteiche localizzate sulla membrana post-sinaptica.
- Recettori ionotropici: sono essi stessi canali attraverso i quali passano ioni. Una porzione della molecola accoglie il mediatore, mentre il resto fa da canale attraverso il quale passano ioni. L'interazione fra il neurotrasmettitore e il recettore ne facilita l'apertura per il passaggio degli ioni. Es.: recettori colinergici di tipo nicotinico.
- Recettori metabotropici: il loro legame col mediatore apre canali alla fine di reazioni a cascata che modificano il metabolismo della cellula. Per ogni molecola di mediatore che si lega al recettore si aprono più canali in seguito alla reazione a cascata indotta dal recettore. Es.: recettori colinergici di tipo muscarinici.

I recettori metabotropici agiscono attraverso l'intervento di proteine G di membrana. In prossimità del recettore è presente la proteina G, costituita da tre subunità (α, β, γ). Alla subinità α è legato il guanosindifosfato (GDP). Quando il mediatore si lega al recettore e lo attiva, la subinità α della proteina G rilascia il GDP, si lega al guanosin trifosfato (GTP) e si dissocia dal complesso βγ. α-GTP si lega a una proteina effettrice, la cui attivazione scatena una risposta a cascata, e il GTP si idrolizza spontaneamente in GDP + P.
La molecola effettrice può essere un canale ionico che a contatto con α-GTP si apre. Questa via è breve. 
Consideriamo il caso in cui la molecola effettrice sia un enzima. Adrenalina e noradrenalina possono legarsi a 4 tipi di recettori (α, α2, β, e β2). Se la noradrenalina (primo messaggero) si lega a β attivante la proteina G si dissocia e α-GTP si lega alla molecola effettrice che è un enzima (nella maggior parte è l'adenilico ciclasi) che trasforma ATP in cAMP (secondo messaggero) che agisce su proteine chinasi che servono a fosforilare le proteine. Avvengono così fosforilazioni e reazioni chimiche a cascata il cui effetto ultimo è l'apertura di canali ionici. 
Ci sono due tipi di proteine G di membrana:
- Attivanti (ad esempio quelle vicine al recettore β attivante): se attivate α-GTP attiva l'adenilico ciclasi.
- Inibenti (ad esempio quelle vicine al recettore α2 inibitorio): se attivate α-GTP inibisce l'adenilico ciclasi

Il meccanismo con cui α-GTP agisce sull'adenilato ciclasi è sempre lo stesso. L'inibizione dell'adenilico ciclasi causa una diminuzione di cAMP e quindi una diminuzione della velocità delle reazioni a cascata. Conseguentemente a questo meccanismo uno stesso mediatore può avere sia un effetto attivante sia un effetto inibente. Un mediatore che si lega a un recettore ionotropo può avere sempre e solo effetto attivante o sempre e solo effetto inibente. I mediatori che si legano a recettori metabotropi possono avere entrambi gli effetti, a seconda del tipo di recettore al quale si legano. Il legame del mediatore a un recettore metabotropo comporta un ritardo di 50–100 msec dell'apertura dei canali, al contrario degli ionotropi. La cascata di reazioni innescata da un singolo mediatore (che si lega a un singolo canale) comporta l'amplificazione del segnale cioè comporta l'apertura di più canali, al contrario di quanto accade per gli ionotropi (in cui ogni mediatore apre un solo canale).
L'effetto complessivo in seguito all'attivazione di un metabotropo è una modulazione dell'elemento postsinaptico, poiché il segnale è ritardato, prolungato nel tempo e generalizzato.